# Хрущово-Никитовский сельский совет (Харьковская область)
Хрущово-Никитовский либо Хрущёво-Никитовский сельский совет — входил до 2020 года в состав Богодуховского района Харьковской области Украины.
Административный центр сельского совета находился в селе Хрущовая Никитовка.

## История
- 1921 — дата образования.

## Населённые пункты совета
- село Хрущовая Никитовка (Хрущёвая Никитовка)[1]